# (85) Io
Pour les articles homonymes, voir Io.
Ne doit pas être confondu avec Io (lune).
(85) Io est un astéroïde de la ceinture principale découvert par Christian Peters le 19 septembre 1865.
Ne pas confondre avec Io, satellite de Jupiter.